# Eddy Manson
Eddy Lawrence Manson (né le 9 mai 1919 à New York, mort le 12 juillet 1996  à Los Angeles) est un musicien américain, compositeur de musiques de cinéma et de télévision. Il était harmoniciste.

## Biographie
Il a commencé à jouer de l'harmonica à l'âge de 15 ans, et étudie à la Juilliard School de New York. Il est apparu dans The Ed Sullivan Show dans les années 1950. 
Il a composé de nombreuses musiques de films et téléfilms. Il a été nommé lors des Primetime Emmy Awards en 1959. 
Il meurt d'une défaillance cardiaque à Los Angeles à l'âge de 77 ans.

## Filmographie
- 1953 : Le Petit Fugitif
- 1956 : Lovers and Lollipops
- 1958 : Weddings and Babies
- 1960 : Day of the Painter (Oscar du meilleur court métrage en prises de vues réelles en 1961)
- 1962 : The River Nile
- 1962 : The Longest Day
- 1967 : La Belle et le Serpent
- 1973 : Oklahoma Crude
- 1980 : Coal Miner's Daughter
- 1981 : Reds
- 1989 : Né un 4 juillet

## Télévision
- The Ed Sullivan Show
- Armstrong Circle Theater
- Kraft Theater
- Studio One
- Ben Casey
- Le Virginien

## Autres
- Moon River sur la musique du film Diamants sur canapé (Breakfast at Tiffany's) d'Henry Mancini[3].